# Alexandre Denis
Pour les articles homonymes, voir Denis.
Alexandre Denis, né en 1972, est un prêtre catholique et prestidigitateur français. Prêtre du diocèse de Paris, il est également illusionniste, concepteur d'objets truqués et d'effets spéciaux. Pour la conception des truquages de la pièce Chapitre XIII, il est co-lauréat d'un Molière en 2019 pour la création visuelle.

## Biographie
Alexandre Denis effectue sa scolarité à Châteauroux dans l'Indre, où il se passionne pour les tours de prestidigitation effectués par son instituteur. Il s'exerce à reproduire les tours, puis donne des petits spectacles qui lui procurent de l'argent de poche. Ayant déménagé à Saint-Germain-en-Laye, il continue de s'exercer, fréquente les magasins parisiens spécialisés et étudie les ouvrages sur le sujet.
Il poursuit une formation de quatre ans pour être accessoiriste, mais décide de suivre sa vocation sacerdotale. Il est ordonné prêtre en 2003, puis affecté à la paroisse Saint-Léon, à Paris. Il s'entraîne de nouveau et désire continuer son ministère sacerdotal tout en devenant prestidigitateur. Il en demande en 2006 l'autorisation à son évêque Mgr Vingt-Trois, qui accepte,. Une fois par semaine, il se rend dans un bistrot qui se transforme en terrain d'échange de tours entre amateurs et professionnels.
Il est ensuite nommé vicaire à la paroisse Saint-François-Xavier, il y restera pendant neuf ans. Il est depuis le 1er septembre 2019 curé de Saint-Merry,,. Il exerce à la fois son ministère paroissial et son activité d'illusionniste.
Alexandre Denis est également sollicité pour fabriquer des objets et des meubles truqués,. 
Il conçoit des effets spéciaux pour différents théâtres. Le metteur en scène Sébastien Azzopardi lui demande en 2018 d'étudier et concevoir les truquages de la pièce Chapitre XIII. Il élabore des illusions qui lui valent, ainsi qu'au reste de l'équipe, le Molière 2019 de la « meilleure création visuelle ».
Alexandre Denis est aussi aumônier des forains et des artisans du cirque, depuis 2019,.